# 二林奇案
二林奇案是臺灣日治時期彰化二林的一樁命案。

## 概要
臺中州北斗郡沙山庄埤北（今屬彰化縣芳苑）農人盧章，被徵調為日軍軍伕，與同袍新竹州中壢（今屬桃園市中壢區）客家富商石阿房結為好友，兩人生死與共，情比金堅，退伍後還有書信往來。
一日石阿房告知盧章，自己欲到二林辦購花生回新竹州銷售，盧章到達二林旅社會見石阿房時，得知石阿房攜帶現金三千元（當時沙山庄普通工人日薪五角，新進基層公務員月薪約十五元至二十元），身懷鉅款，於是心生歹念。盧章欺騙石阿房，說當地治安很差，願意提供居所，石阿房於是隨之回家，盧章並備好一支木棒，說是野狗來襲時可以防身，孰料，盧章將石阿房引到荒野，抄起木棒，把石阿房打得頭破血流，倒地不起，盧章並將其錢財與手錶奪走，打算回家拿鋤頭、鐵鍬將石阿房的屍首掩埋。但其實石阿房未死，只是暈了過去，一醒轉，立刻爬行呼救，誰知爬行途中又遇到盧章，盧章立刻將他擊斃，並埋屍附近的甘蔗園內。
石阿房數月未歸，石阿房之妻來二林尋夫，盧章推託不知，並誤導石阿房之妻，說是石阿房早已回家，恐怕半路又有事耽擱。但盧章曾經將石阿房的手錶送給自己的情婦阿英，而阿英的手錶被警方懷疑，只好告知警方手錶來自盧章，警方調查發現，手錶原本屬於石阿房，故認定盧章是兇手，但盧章堅不吐實，最後警方找人假扮成石阿房的鬼魂，嚇倒盧章，終於迫使盧章自白，全案偵破。